# Tajae
Tajae è un comune rurale del Niger facente parte del dipartimento di Illéla, nella regione di Tahoua.